# Eukiefferiella minor
Eukiefferiella minor är en tvåvingeart som först beskrevs av Edwards 1929.  Eukiefferiella minor ingår i släktet Eukiefferiella och familjen fjädermyggor. Arten är reproducerande i Sverige. Inga underarter finns listade i Catalogue of Life.